# Neago Fluctūs
Neago Fluctūs zijn lavastromen op de planeet Venus. De Neago Fluctūs werden in 1991 genoemd naar Neago, godin van de stilte van het Seneca-volk.
De fluctūs bevinden zich ten noorden van Sedna Planitia in de quadrangles Lakshmi Planum (V-7) en Sedna Planitia (V-19).